# North West Islands
North West Islands är öar i territoriet Falklandsöarna (Storbritannien). De ligger i den centrala delen av landet. Arean är 1,1 kvadratkilometer.
Terrängen på North West Islands är mycket platt. Öns högsta punkt är 17 meter över havet. Den sträcker sig 1,4 kilometer i nord-sydlig riktning, och 1,3 kilometer i öst-västlig riktning. På ön finns hed.